# Дімітріос Папандреу
Дімітріос Папандре́у (грец. Δημήτριος Παπανδρέου; 1967, Патри) — грецький дипломат. Генеральний консул Греції в Маріуполі (2010—2014). Надзвичайний і Повноважний Посол Греції в Боснії та Герцеговині (з 2019).

## Життєпис
Народився у 1967 році в Патрах. У 1988 році закінчив філософський факультет Афінського університету, спеціалізація «Історія та література Греції». Гуманітарний факультет Паризького університету (1990). Володіє англійською, французькою, італійською, арабською.
У 1995 році він вступив на дипломатичну службу Міністерства закордонних справ Греції
У 1997—2000 рр. — був секретарем посольства Греції в Сирії.
У 2001—2002 рр. — третій секретар Посольства Греції в Будапешті.
У 2003—2004 рр. — координатор з військово-політичних питань Постійної комісії Греції в ОБСЄ в Австрії.
У 2004—2005 рр. — працював у Міністерстві закордонних справ Греції.
У 2005—2008 рр. — радник посольства, керівник консульського відділу з економічних і торговельних питань у Скоп'є.
У 2008—2010 рр. — радник посольства, керівник відділу з питань міжнародної безпеки ООН МЗС Греції.
У 2010—2014 рр. — Генеральний консул Греції в Маріуполі (Україна).
З 2019 року — Надзвичайний і Повноважний Посол Греції в Боснії та Герцеговині.

## Наукова робота
Його наукові інтереси й письменницька діяльність в галузі історії та, зокрема, у тому, що пов'язано з історією народів Східного Середземномор'я. Він є автором праці «Візантія, перспективи історичних змін та ідеологічної діалектики, від початків до четвертого хрестового походу» Tzaferis Publications, Athens 1992 та «Syria: Our Nearest Unknown», 2003. Він був науковим співробітником і член редколегії журналу «Нова соціологія».